# Максштадт
Макстад (фр. Maxstadt) — коммуна на северо-востоке Франции, регион Гранд-Эст (бывший Эльзас — Шампань — Арденны — Лотарингия), департамент Мозель. Относится к кантону Гротенкен. 

## Географическое положение

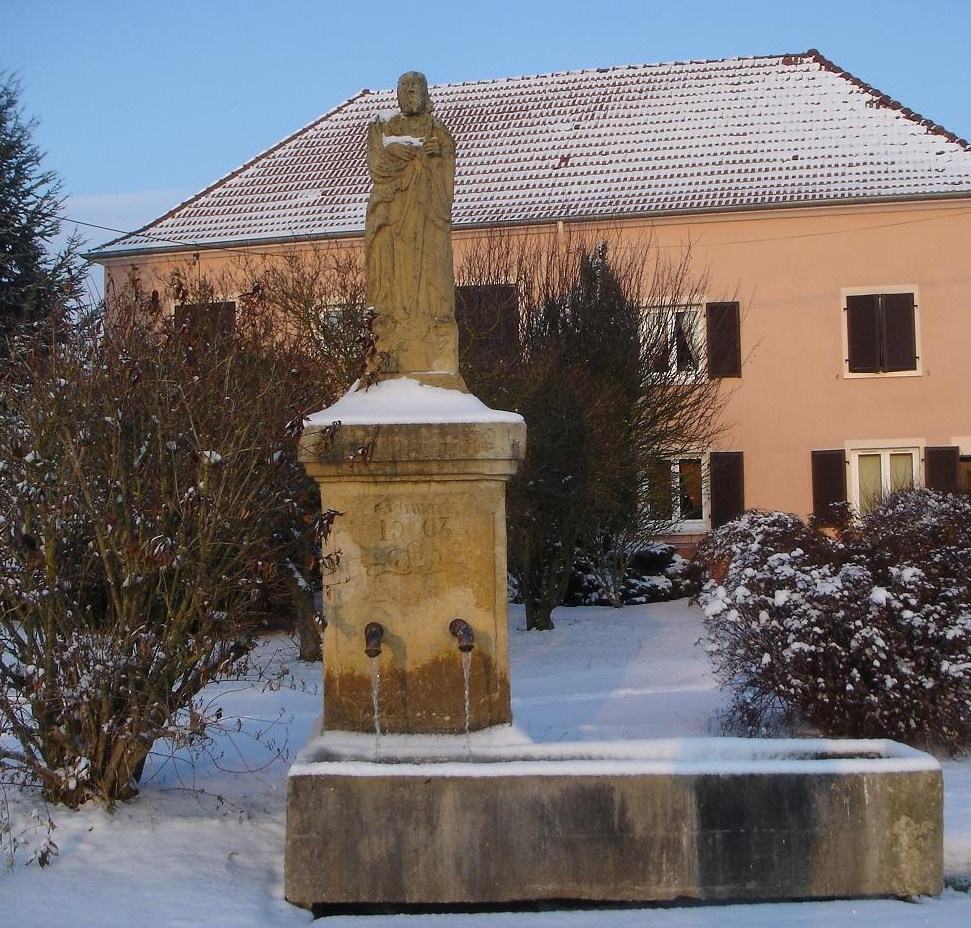
Фонтан Сен-Жак в Макстаде.

Макстад расположен в 320 км к востоку от Парижа и в 40 км к востоку от Меца. 

## История
- Принадлежал аббатству Сент-Глоссенд-де-Мец.
- Деревня принадлежала герцогству Бар.

## Демография

Население Макстада.

По переписи 2011 года в коммуне проживало 324 человека.

## Достопримечательности
- Следы галло-романской культуры, остатки многочисленных древнеримских усадеб.
- Фонтан Сен-Жак с символикой герцогов Бар.
- Элементы оборонительной линии Мажино.
- Церковь Сен-Жак 1762 года была разрушена в годы войны, заменена на современную церковь.
- Часовня Сент-Одиль. Освящена в честь эльзасской святой Одиль-де-Оэнбур в 1267 году.